# 奧特巴赫河 (克洛斯特博伊倫巴赫河
48°6′52.21″N 10°15′21.23″E / 48.1145028°N 10.2558972°E
奧特巴赫河是德國的河流，位於該國東南部，由巴伐利亞負責管轄，屬於克洛斯特博伊倫巴赫河的左支流，河道全長9公里，流域面積12平方公里，發源自勞本。